# طراحی باغ

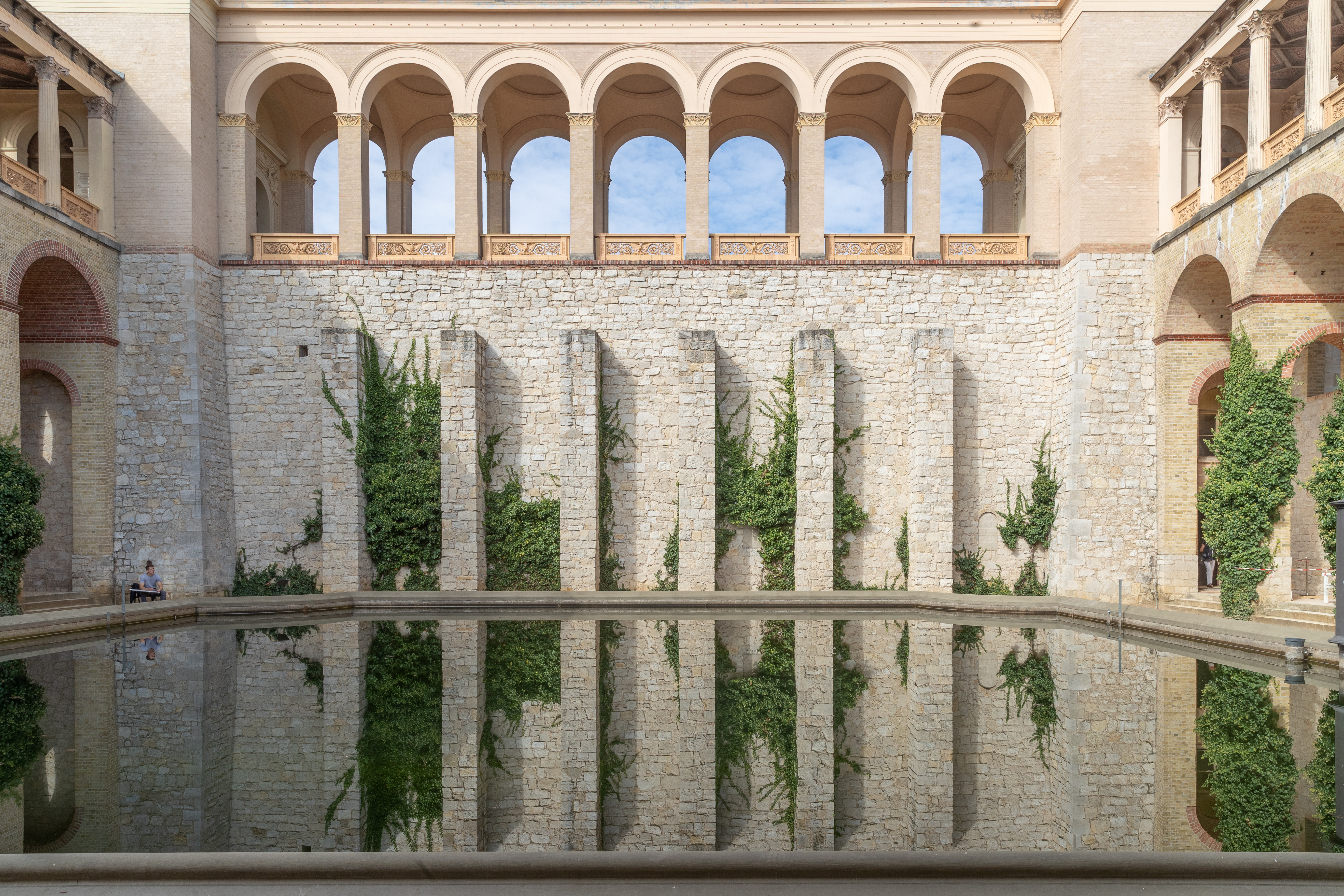
نگاره‌ای از اندرونی ساختمان تزئینی بلودر پوتسدام (en) در باغ بزرگ کاخ‌شهر پوتسدام در پوتسدام، آلمان.

طراحی باغ (به انگلیسی: Garden design) هنر و فرایند طراحی و ایجاد تصمیم برای ترکیب و کاشت باغ و منظره است. باغ یا به وسیلهٔ خودِ باغدار یا استاد باتجربه طراحی می‌شود. اکثر طراحان باتجربه باغ‌ها، در باغبانی، اصل و اساس طراحی و معماری کاشت را تعلیم دیده‌اند. سطحی رسمی و مطابق قوانین از تعلیم و تربیت که اغلب نیازمند گواهی دولت و معمولاً پیشرفته‌است. از میان مطالعات تصادفی، تحقیق جدی در برنامه‌های باغداران باتجربه یا با پیوستن به باشگاه‌های باغبانی، باغداران غیر حرفه‌ای با داشتن تجربه زیاد از کار سخت برای ساعت‌های طولانی در باغ‌های خودشان، امکان دارد موفق شوند.

## بخش‌های طراحی باغ
گرچه باغ به وسیلهٔ یک طراح حرفه‌ای و باتجربه یا طراح غیر حرفه‌ای و آماتور طراحی شود، مبنای اصلی از طراحی مؤثر باغ، خلق و ایجاد باغ‌هایی را نتیجه می‌دهد که فرد استفاده‌کننده یا مالک باغ بتواند نیازها، اهداف و آرزوهای خود را تحقق بخشد.
عنصرهای طراحی باغ شامل: ترکیب منظره مانند راهرو، دیوار، ویژگی‌های آب، محدودهٔ نشیمن و تزیین کردن - خود گیاهان با مورد توجه قرار دادن نیازمندی‌های باغبانی، شکل ظاهری درختان در هر فصل، طول عمر، عادات رشد، اندازه، سرعت رشد و نمو و ترکیب با دیگر گیاهان و در آخر ویژگی‌های مناظر است. توجه داده شده به نیازهای حفظ نگهداری باغ که شامل زمان و اندوختهٔ فراهم برای نگهداری همیشگی است می‌تواند روی انتخاب گیاهان از نظر سرعت رشد، پخش کردن یکسان و… تأثیر بگذارد. گرچه سالانه یا چندساله و همیشگی، دوران شکوفایی و ویژگی‌های دیگر آن‌ها، توجهات مهم در طراحی باغ، چگونگی استفاده از باغ، خواستن نوع سبک مورد نظر (رسمی یا غیررسمی، مدرن یا سنتی و …) و چگونگی مرتبط شدن راه باغ و خانه یا دیگر محدوده‌های احاطه شده را در بر می‌گیرد؛ همهٔ این توجه‌ها موضوعی برای محدودیت‌های بودجه و هزینهٔ مقرر شده هستند.

## مکان
مکان باغ می‌تواند تأثیر قابل ملاحظه‌ای بر روی طراحی اش داشته باشد. ویژگی وضعیت ارضی منظره و زمین هم چون: شیب زمین، دورنماها، تپه و بیرون زدگی ممکن است جنبه‌های طراحی مثل ترکیب را پیشنهاد دهد و می‌تواند به منظور خلق تأثیر ویژه و خاص استفاده شود و افزایش یابد. خاک منطقه نیز بر نوع گیاهی که پرورش داده می‌شود اثرگذار خواهد بود و شرایط آب و هوایی منطقه باغ و تغییرات جوی و متفاوت آن منطقه نیز همین شرایط را دارند. همچنین بافت منطقه مورد نظر برای باغ نیز می‌تواند روی طراحی آن تأثیر بگذارد. برای مثال: منطقه شهری نیازمند طراحی متفاوتی نسبت به منطقه روستایی است. همچنین مناطق ساحلی و بادی مستلزم طراحی متفاوتی نسبت به زمین‌های حفاظ شده هستند.

## خاک
کیفیت خاک باغ می‌تواند تأثیر قابل توجهی روی طراحی باغ و موفقیت آن داشته باشد. خاک اثر می‌گذارد بر روی مقدار آب در دسترس و مواد مغذی، فعالیت میکروبهای خاکی، دما در محل کاشت. پس ممکن است تأثیر بسزایی بر نوع گیاهی که به درستی در باغ پرورش می‌یابد داشته باشد اما به جهت اینکه آن‌ها مناسب تر باشند، خاک جایگزین می‌شود یا ویژگی‌های آن بهتر می‌شود.
طبق سنت ، خاک باغ به وسیلهٔ اصلاح کردن بهتر می‌شود، فرایند اضافه کردن املاح مفید به خاک خالص زیرین و مخصوصاً خاک سطحی زمین. املاح و مواد اضافه شده شامل: کود گیاهی، خاک پیت، شن و ماسه و گرد و خاک مواد معدنی یا جا افتاده در میان دیگران با خاک مخلوط شده هستند تا عمق ترجیح داده شده. مقدار و نوع اصلاح شده بستگی به عوامل متعددی که شامل: خاک موجود، ساختار خاک (خاک رس، گل، شن و …) اسیدی بودن خاک و انتخاب گیاه برای پرورش دادن است دارد. منبعی بیان می‌کند که: کامل کنترل کردن خاک قبل از کاشت گیاه را قادر می‌سازد که سرعت تولید آن افزایش یابد و نقش خود را در طراحی ایفا کنند. اما همهٔ باغ‌ها نباید در این حالت اصلاح شوند، از آنجایی که خیلی از گیاهان ترجیح داده می‌شوند که خاک فقیر داشته باشند. در این مورد، خاک فقیر بهتر از خاک غنی است که به صورت مصنوعی غنی شده‌است ..".

## مرز باغ و اطراف آن
طراحی باغ می‌تواند از طبیعت اطراف خودش تأثیر بپذیرد، هم فضای داخلی باغ و هم فضای خارجی آن. برای مثال: اگر محیط یک محیط رسمی باشد باغ نیز به شکلی ساخته می‌شود که رسمی باشد. اگر اطراف آن باغ جایی غیررسمی بود باغ نیز غیررسمی ساخته می‌شود و همچنین نوع باغ نیز می‌تواند روی اطراف خود تأثیر بگذارد. از جمله می‌تواند یک محیط جدید ایجاد کند. کاشت محصولات می‌تواند به بهبودی فضای باغ کمک کند؛ مثلاً می‌تواند محیط باغ را گسترش دهد یا کوچک‌تر کند. با معرفی محیط داخلی باغ که هر قسمت چه چیز کاشت شود می‌توان آن را به قسمت‌های کوچکتری تقسیم کرد.
بهترین نوع چیزی که برای مرزبندی اطراف باغ که آن باغ را از محیط اطرافش جدا کند، دیوارهایی از حصار یا نرده است. این حصار (پرچین) می‌تواند همیشه سبز باشد یعنی از نوع گیاهی باشد که همیشه برگ سبز داشته باشد یا اینکه می‌تواند گیاهی باشد که در فصل زمستان و پاییز برگ‌هایش بریزد. این پرچین می‌تواند رسمی باشد یا غیررسمی، کوتاه باشد یا بلند، بستگی به مدل باغ یا طراحی آن دارد. یک دیوار، پایه یا بنیادی قوی در تمام نقاط آن دارد، و معمولاً (نه همیشه) از آجر یا سنگ یا بلوک‌های بتنی ساخته می‌شود. ساخت و نوع یک نرده و حصار با دیوار تفاوت دارد. دیوار سخت است و ساخت آن طاقت فرساست و مصالح آن یا چوب یا فلز مثل آهن است.
مرزها برای دلایل مختلفی ساخته می‌شوند: ۱- برای دور نگه داشتن احشام (چهارپایان) از مزاحمان ۲- به منظور شخصی‌سازی آن محیط ۳- برای ایجاد پناهگاه در مقابل باد و طوفان ۴- به منظور ایجاد شگفتی.

## سطح
در باغ‌های معتدل غربی، گستره‌ای صاف از چمن برای یک باغ ضروری است. اگرچه ممکن است کسانی که باغ را طراحی می‌کنند سطح‌های دیگری را در نظر بگیرند برای مثال آنهایی که از ریگ‌های کوچک یا از خرده ریزه‌های چوب استفاده می‌کنند برای روی سطح باغ. طراحان باغ از ریگ، شن و خرده ریزه‌های چوب استفاده می‌کنند به منظور ایجاد ظاهر و احساسی متفاوت. طراحان باغ ممکن است تضاد بین رنگ و بافت را به کار گیرند در بین سطح‌های متفاوت به منظور ایجاد یک الگوی کلی در طرح؛ یعنی اینکه این تضادی که در بین رنگ و بافت ایجاد کردند را در کل سطح گسترش بدهند و یک طرح کلی برای سطح باغ ایجاد کنند.
سطوح باغ علاوه بر زیبایی‌هایی که برای باغ ایجاد می‌کند کاربردهای خودش را نیز دارد. سطوح به منظور ایجاد مسیرها و نقاط دسترسی به گیاهان نیز ساخته می‌شوند. طراح باید بحث‌هایی مثل: امنیت، اهمیت و دوام را در نظر بگیرد. باغ‌هایی که برای عموم طراحی می‌شود باید به گونه‌ای طراحی شود که از ترافیک رفت‌وآمد جلوگیری کند.

## نحوهٔ طراحی کاشت
طراحی کاشت به استعداد طراحی و توانایی قضاوت، نقل زیبایی‌شناسی نیاز دارد که با سطح بالایی از دانش باغبانی و گل‌کاری و محیط زیست و فرهنگ آنجا ترکیب شود.
طراحی کاشت شامل دو سنت بزرگ است: طرح کاشت به صورت رسمی در خطی مستقیم و متقارن مانند ایران و اروپا یا کاشت به صورت نامتفارن مانند آسیا، کاشتی طبیعی گرایانه است.

## تاریخ
باغ‌های ایرانی منشأ زیبایی در طراحی کاشت هستند و این باغ‌ها اکثرأ از روش کاشت به صورت مسیر مستقیم استفاده کرده‌اند. کاشت در قرون وسطی در اروپا اغلب شامل گیاهان دارویی، سبزیجات برای مصرف و گل‌ها برای دکور و زیبایی بوده‌است. صرفاً طرح بندی‌ها زیبایی‌های کاشت بعد از قرون وسطی در باغ‌های رنسانس پیشرفت کرد. برای مثال: نقاشی‌ها و گیاهان اخیر نشان دهندهٔ این موضوع هستند. طراحی باغ‌های رنسانس ایتالیا به صورت اشکال هندسی بوده و گیاهانی استفاده می‌شدند که در فضا و الگو جای بگیرند. باغ‌های رنسانس فرانسوی و باغ‌هایی که با معماری باروک ساخته شده‌اند، رسمی و کاشت بسیار زیبایی دارند .
سنت طراحی کاشت نامتقارن در آسیا و باغ‌های چین و باغ‌های ژاپن سرچشمه می‌گیرد از چین (۴۲۰–۲۶۵). طراحی کاشت هم کنترل شده‌است و هم زیبایی طبیعی خود را داراست. در اروپا آرایش قرارگیری گیاهان در باغ‌های غیررسمی به عنوان یک منظره‌ای از باغ‌ها در انگلیس پیشرفت کرده‌است و هم چنین منظرهٔ باغ‌های فرانسوی که بسیار هنرمندانه و زیبا به تصویر کشیده شده‌اند.

## درخواست
یک نقشه ی طراحی دستور ساخت به خصوصی را می‌دهد. این دستورالعمل برای پیمانکار است که چگونه خاک را آماده‌سازی کند. چه نوع گیاهان خاصی باید کاشته شوند. آن باغ به چه مقدار فضایی احتیاج دارد. چه عملیات نگهداری باید برای آن باغ صورت بگیرد که همهٔ این‌ها در قرارداد نوشته و ذکر می‌شوند. صاحبان باغ‌های خصوصی ممکن است که از نقشهٔ طراحی باغ استفاده کنند. نه برای اهداف پیمانکاری به عنوان اینکه در مورد طراحی باغ فکر کنند و تجربه‌ای در این باره کسب کرده باشند. فن کاشت یک فن بلند مدت است؛ یعنی این فن را در مدت زمان طولانی یادمی‌گیرند. هر تجربه‌ای با دیگری تفاوت دارد. برای مثال: هر کس تجربه‌ای متفاوت از پوشش گیاهی و مناظر و باغ دارد.
کاشت می‌تواند توسط باغبان که به‌طور مستقیم مشغول به کار است انجام شود و به همان صورت باغبانی خاص خودش و هم می‌تواند توسط پیمانکار انجام شود.
پیمانکاران منظره طرح و خصوصیات را به وسیلهٔ طراحان باغ یا معماران منظره آماده می‌کنند.

## اسباب باغ
حوزهٔ اسباب باغ از حیاط یا ایوان شامل: میز، ۴–۶ صندلی، سایبان، درمیان نیمکت‌ها، تاب‌ها، چراغانی مختلف می‌باشد. گرم کردن سایبان باگازبوتان یا گاز پروپان اغلب اوقات استفاده می‌شود تا مردم را قادر سازند که در شب‌های یا در هوای سرد و خنک بیرون بنشینند. میز پیک نیک برای این هدف مورد استفاده قرار می‌گیرد که وعدهٔ غذایی بیرون از خانه مثل باغ میل شود. موادی که برای ساخت وسایل و اسباب مدرن باغ استفاده می‌شوند شامل: سنگ، فلز، وینیل (نوعی پلاستیک محکم) پلاستیک، صمغ (رزین) شیشه و چوبهای خاص هستند.

## نور آفتاب
در حالیکه نور آفتاب موضوعی نیست که همیشه باغداران بتوانند آن را کنترل کنند، اما عنصر مهمی در طراحی باغ است. مقدار نور در دسترس عامل حیاتی در تعیین نوع گیاه کاشته شده‌است؛ بنابراین نور آفتاب تأثیر بسزایی روی ویژگی‌های باغ خواهد داشت. برای مثال: یک باغ رز عموماً در سایهٔ کامل موفق نیست و به بار نمی‌نشیند. در حالیکه یک باغ گیاه هستس در نور و گرمای خورشید توسعه نمی‌یابد. به عنوان مثال دیگر یک باغ سبزیجات نیاز دارد که در یک مکان آفتاب گیر باشد و اگر مکان مورد نظر مکانی ایدئال برای اهداف کلی باغ نباشد، طراح ممکن است که به تغییر دادن جوانب دیگر باغ بپردازد و نیازمند شود.
در بعضی موارد دیگر، باغدار می‌تواند بر روی مقدار نور آفتاب در دسترس تأثیر داشته باشد. مکان درختان، دیگر گیاهان در سایه، ساختار باغ یا طراحی کامل املاک حتی ساختمان‌ها با توجه به تأثیرات آن‌ها در افزایش یافتن یا کاهش یافتن مقدار نور تهیه شده برای مکان‌های مختلف ملک می‌تواند تغییر یابد. در دیگر موارد، مقدار نور آفتاب، مورد کنترل باغدار نیست. ساختمان‌های مجاور، گیاهان در دیگر املاک، یا به‌طور ساده شرایط آب و هوایی منطقه محلی، نور قابل دسترس را محدود می‌کنند. یا تغییرات مهم در وضعیت روشنایی باغ قصد اصلی باغدار نیست. در این مورد مهم است که باغی ساخته شود و گیاهانی کاشته شوند که با شرایط روشنایی موجود سازگار باشند.

## روشنایی
روشنایی باغ می‌تواند اصل مهمی در طراحی باغ باشد. در بیشتر موارد تکنیک و روش‌های مختلف روشنایی به وسیله: ارتفاع و بلندی، روشنایی سالم، روشنایی از بالا، روشنایی از پایین گروه‌بندی و تعریف شوند. روشنایی سالم بیشترین تقاضای کاربردی را دارد. اما مهم است که نوع لامپ و نیازهای مناسب برای ایجاد تأثیر مطلوب مشخص شود. تنظیم کردن نور و روشنایی دارای ۳ فرایند اصلی برای کاشت می‌باشد:۱-فتوسنتز۲-نورگرایی ۳-واکنش نوری فتوسنتز انرژی مورد نیاز برای تولید منبع انرژی گیاهان را تهیه می‌کند.
نورگرایی تأثیر روشنایی بر رشد گیاه است که باعث می‌شود گیاه خارج از نور و روشنایی یا سمت آن نور رشد کند. واکنش نوری جواب گیاه و ظرفیت آن در مدت زمان روشنایی در مقابل آن است. یک دورهٔ دوبارهٔ روشنایی و تاریکی دراز مدت.

## رنسانس و باغ‌های رسمی
یک باغ رسمی در ایران و اروپا طرحی سنتی دارد و کاشت گیاهان در مسیر مستقیم و به صورت محوری صورت می‌گیرد یعنی دارای محور است.
به‌طور برابر باغ رسمی بدون محور و نامتقارن و بدون شکل و هندسهٔ خاصی را می‌توان در باغ‌های سنتی چین و ژاپن مشاهده کرد. باغ ذِن از سنگ و ماسه ساخته شده که یک نوع مثال می‌تواند باشد. باغ‌های غربی در طرحی منظم و دارای شکل‌های هندسی منظم طراحی شده‌اند و اغلب به صورت نامنظم دیده می‌شود. چمن‌ها و حصارها (پرچین‌ها) باید کوتاه، تمیز و منظم نگه داشته شوند تا بیشترین تأثیر را روی روح و روان بیننده بگذارند.
در طراحی باغ درختان ودرختچه‌ها و شاخه‌های کوچک وبقیهٔ شاخ وبرگ‌ها خیلی با دقت تنظیم می‌شوند؛ و شکل می‌گیرند و به‌طور مستمر مورد محافظت قرار می‌گیرند. نوع خاصی از باغ فرانسوی است که به روش طراحی آندره لونوتر طراحی شده‌است. آندره لونوتر معمار و طراح باغ فرانسوی بود که فضای سبز کاخ ور سای را طراحی نمود. وی فضای باغ را بر اساس شکل‌های هندسی طراحی کرد. آندره لونوتر بیشتر از فضاهای گسترده و شن و چمن وباغچه‌های گلکاری شده و فواره‌ها استفاده کرده‌است.
باغ رسمی فرانسوی که توسط آندره لونوتر طراحی شد منشأ و اصل آن بر می‌گردد به زمان باغ‌های رنسانس ایتالیایی مثل ویلادستوباغ بابلی و ویلانت در ایتالیا. شیوهٔ ساخت از ایتالیا به فرانسه آورده شد.
باغ‌های رنسانس انگلستان در فضایی طرا حی شده که گیاهان در خط راست و به صورت مستقیم قرار می‌گیرند
واین یکی از مشخصاهای زیبایی جایی است که این مدل باغ برای آن طراحی شده‌است.
سنت طراحی باغ‌های اسپانیایی قرن هاست که تحت تأثیر باغ‌های ایران و رنسانس اروپا می‌باشد. برای مثال باغ مشهور بین‌المللی الحمرا وژنرالیف در گرانادا که در موریش ساخته شده‌است.
نمایشگاه ایبرودر آمریکا توسط جین کلود ونیکولاست فورستییر طراحی شده‌است.
باغبانی رسمی در فرانسه و ایتالیا در قرن بیستم دوباره با راه افتاد. باغ کانسرورتوری در مرکز پارک نیویورک یکی از مشخصه‌های باغ‌های رسمی است.
ساده‌ترین نوع باغ‌های رسمی می‌تواند به شکل جعبه باشد که دارای پرچین است و باغچه‌ها وسطح باغ
در اشکال هنسی ساده‌ای در آنجا قرار گرفته باشند. هر چه یک باغ رسمی پیشرفته تر و خیلی استادانه
درست شده باشد در نهایت آن باغ باید شامل فواره و مجسمه یا هیکل تراشیده باشد.

## ویژگی‌های یک باغ رسمی
بهار خواب
درخت آرایی –آرایش و تزیین درختان
هیکل تراشیده شده –مجسمه‌سازی
پرچین
بیشه
گلکاری باغچه
پر درخت
آلاچیق
چشم‌انداز

## چشم‌اندازانگلیسو باغ‌هایهلند
نوع چشم‌انداز باغ‌های انگلیسی عملاً طراحی باغ به صورت هندسی انگلستان اخیر و باغ‌های رنسانس رسمی اروپارا کنار گذاشته‌است. ویلیام کنت و لانسلوت برون استدلال می‌کردند در بین خیلی از طرا حان باغ. طبیعت مدل باغ‌های انگلیسی در تبدیل شکل حالت خصوصی و مدنی طراحی باغ در میان اروپا. متعاقباً چشم انداز باغ‌های فرانسوی
پیشرفته شده‌است)

## خانه باغی
خانه باغی‌ها از طرحی غیررسمی و از مواد سنتی و مخلوطی از گیاهان تزئینی و خوردنی استفاده می‌کنند.
خانه باغ‌ها به قرن‌ها پیش بر می‌گردد ولی محبوبیتش در دهه ۱۸۷۰ بیشتره شده‌است. طراحی خانه باغ‌ها تصادفی بوده؛ یعنی ایده قبلی نداشته و به زیبندگی بستگی دارد نه به عظمت و ساختار رسمی آن.
دو نقد از نویسندگان و طراحان مؤثر بریتانیایی باغ‌ها. ویلیام رابینسون در ساسکس و گرترود ژکیل هستند که هر دو آن‌ها دربارهٔ باغ نوشتند و هم چنین در انگلستان باغداری می‌کردند.
موضوع کتاب باغداری جکیل بیشتر بر اهمیت ارزش کاشت طبیعی مؤثر بر اروپا و آمریکا تأکید می‌کرد.
نیم قرن بعد مارگری فیش تأثیر می‌گذارد؛ کسی که به باغ‌های بازمانده در جنوب لیمبروک مونر بین باقی باغ‌ها تأکید می‌کند که در آن گیاهان خودرو تولید می‌شوند.
خانه باغ‌های قدیمی تر سنت چیدن آن بیشتر از روی تجربه بوده‌است، نه از روی مطالعه. با تأکید بر سبزیجات و گیاهان دارویی، درختان میوه کند و همچنین دام و حیوانات اهلی اکثر زمین جا داشته باشد و از گل‌ها در فضای بین آن‌ها استفاده می‌کردند.

## باغ‌های مخصوص سبزیکاری (جالیز)
باغ‌های سنتی مخصوص سبزیکاری همچنین به معروف هستند. این باغ‌ها فصلی هستند و جدا از بقیه باغ‌ها مثلاً گیاهان تزئینی و زمین‌های چمن‌ها هستند. بیشتر باغ‌های سبزیجات قدیمی در سایز و اندازه کوچک هستند و در مزرعه‌ها قطعه‌هایی به شکل مربع و مثلث داشتند. باغ‌های مخصوص سبزیجات نه تنها در طرح بلکه تاریخ آن هم متفاوت است
باغ‌ها مخصوص سبزیجات منبعی برای گیاهان، سبزیجات، میوه جات و گل‌ها است و طراحی آن بر اساس الگو‌های هندسی تکراری است.

## باغ‌های شکسپیر
در کشورهای انگلیسی زبان مخصوصاً آمریکا، باغ‌های عمومی وجود دارد که با پارک‌ها و دانشگاه‌ها و فستیوال‌ها ی شکسپیر مربوط می‌شوند.
باغ‌های شکسپیر مکان‌های فرهنگی تحصیلی هستند که برای عروسی‌هایی که در باغ برگزار می‌شوند هستند.
باغ‌های شکسپیر هم‌زمان با تولید دوباره معماری الیزابسین است. در برخی از باغ‌های شکسپیر گئنه‌های گیاهی رشد می‌کردند که در شعر‌های شکسپیر در مورد آن‌ها چیزی ذکر نشده‌است.

## باغ‌های سنگی
باغ‌های سنگی همچنین به خاک و سنگ و باغ‌های کوه‌های آلپ معروف است. نوعی از باغ‌ها هستند که در آن مقدار زیادی سنگ و صخره همراه با گیاهان محلی به کار رفته‌است.
گیاهان باغ‌های سنگی قصد دارند کوچک باشند به دو دلیل: ۱- چون خیلی از گونه‌ها به‌طور طبیعی کوچک هستند و به خاطر اینکه سنگ‌ها نپوشانند. گیاهان در این باغ‌ها معمولاً از زیرزمین (خاک) آب می‌کشند و به کمی آب معروف هستند.
طرح عادی باغ‌های سنگی، توده‌هایی بزرگ و کوچک است که به‌طور زیبا قرار نگرفته‌اند و همراه با سوراخ‌هایی در بین آن‌ها (سنگ‌ها) برای قرار گرفتن ریشه‌ها. در بعضی از باغ‌های سنگی گیاه بنسانی دوباره تولید می‌کنند.
از سنگ‌ها استفاده می‌کردند که ساقه و مفصل گیاهان در بین‌ها مخفی و پنهان باشد. این گونه باغ‌ها در زمان ویکتوریا معروف بودند که معمولاً به وسیله معماران حرفه‌ای طراحی و ساخته می‌شد.
باغ‌های سنگی در ژاپن وابسته به باغ‌های ذن نوع خاصی از باغ‌های سنگی هستند که گیاهان کمی دارند. باغ‌های سنگی بخاطر چشم‌اندازش در بیشتر کشورهای گرمسیری مثل تایلند بسیار محبوب شده‌اند.

## باغ‌های جنوب آسیا
باغ‌های ژاپن و کره که در اصل از چین تأثیر گرفته‌اند در کلیسای بودائیان و مکان‌های تاریخی همچنین خانه‌های شخصی در همسایگی پارک‌ها قرار دارند.
بعضی از باغ‌های ژاپنی در دنیای غرب بسیار معروف هستند که کلیسای راین جی مثال بسیار خوبی است. در فرهنگ ژاپنی‌ها باغداری هنر بسیار بزرگی است و به آن بسیار اهمیت می‌دهند.

## باغ‌های معاصر
محبوبیت مدل طراحی باغ‌های معاصر در ده سال اخیر افزایش یافته‌است. این ناشی از
افزایش خانه‌های مدرن با باغچه‌های کوچک و تغیر فرهنگ به سمت طراحی معاصر می‌باشد.
این مدل طراحی باغ می‌تواند با توجه به معنی تمیز کاری در طراحی وخطوط تعریف شود با استفاده از مواد ومصالح سخت :سنگ-چوب جنگلی. مدل نقشه کشی خیلی با قدرت ولی ساده است با استفاده از دو یا سه درخت؛ که
در طراحی تکرار می‌شود. چمن در این نوع از طراحی باغ دارای محبوبیت زیادی است. جلوه‌های نوری نیز نقش کامل و خوبی را در باغ‌های مدرن ایجاد می‌کنند.

## باغ‌هایمسکونی
یک باغ مسکونی یا یک باغ خصوصی خانوادگی نوعی از باغ‌های رایج است و در نزدیکی
محل اقامت است مثل باغ جلوی خانه یا باغ پشت. باغ جلو احتمالاً یک فضای رسمی و نیمه عمومی است.
وخیلی فضا را به یک مجمع و قوانین محلی آن محدود می‌کند؛ و عموماً در داخل حیاط خانه‌های مسکونی ساخته می‌شوند. یک باغ نیز می‌تواند روی سقف خانه‌ها نیز ظاهر شود. یا در بالکن-جعبه‌هایی که جلوی پنجره نصب می‌شوند یادر پاسیو نیز می‌توانند ساخته شوند. این باغ‌های مسکونی برای افرادی که به یک جای خصوصی برای استفاده نیاز داند طراحی شده‌است. اگر چه ممکن است باغ یک خانه خیلی بزرگ‌تر از یک پارک باشد با اینکه اولی برای یک نفر یا یک خانواده است تعدادی اندک ولی یک پارک برای افراد زیادی می‌باشد.